# Aeropuerto de Antalya
El Aeropuerto de Antalya (IATA: AYT, OACI: LTAI) está a 10 km al este de Antalya, Turquía. El aeropuerto se encuentra en un destino de primer orden de Turquía ubicado en la costa mediterránea de Turquía. El aeropuerto es grande y moderno, construido para acomodar a los millones de pasajeros que llegan todos los años a Turquía, para visitar sus playas mediterráneas en verano. Atendió a cerca de 18 millones de pasajeros en 2007, más de 15 millones de los cuales fueron pasajeros internacionales. El aeropuerto tiene dos terminales internacionales y una terminal para vuelos de cabotaje. Según los datos de 2007, el aeropuerto tiene una capacidad actual de 35 millones de pasajeros/año, teóricamente. La apertura del Aeropuerto de Gazipaşa entre Anamur y Alanya, que está a unos 100 km al este de AYT, proporcionará comodidad al aeropuerto de Antalya.

## Historia
La construcción de la terminal internacional 1 del aeropuerto de Antalya comenzó en 1996 con Bayindir Holding y estaba lista para inaugurarse el 1 de abril de 1998. En 1999 Fraport AG y Bayindir Holding firmaron un acuerdo de entendimiento. La Terminal 1 es operada por Fraport AG.
Actualmente existe una terminal internacional adicional, la Terminal 2, que es operada por la compañía Çelebi.

## Aerolíneas y destinos

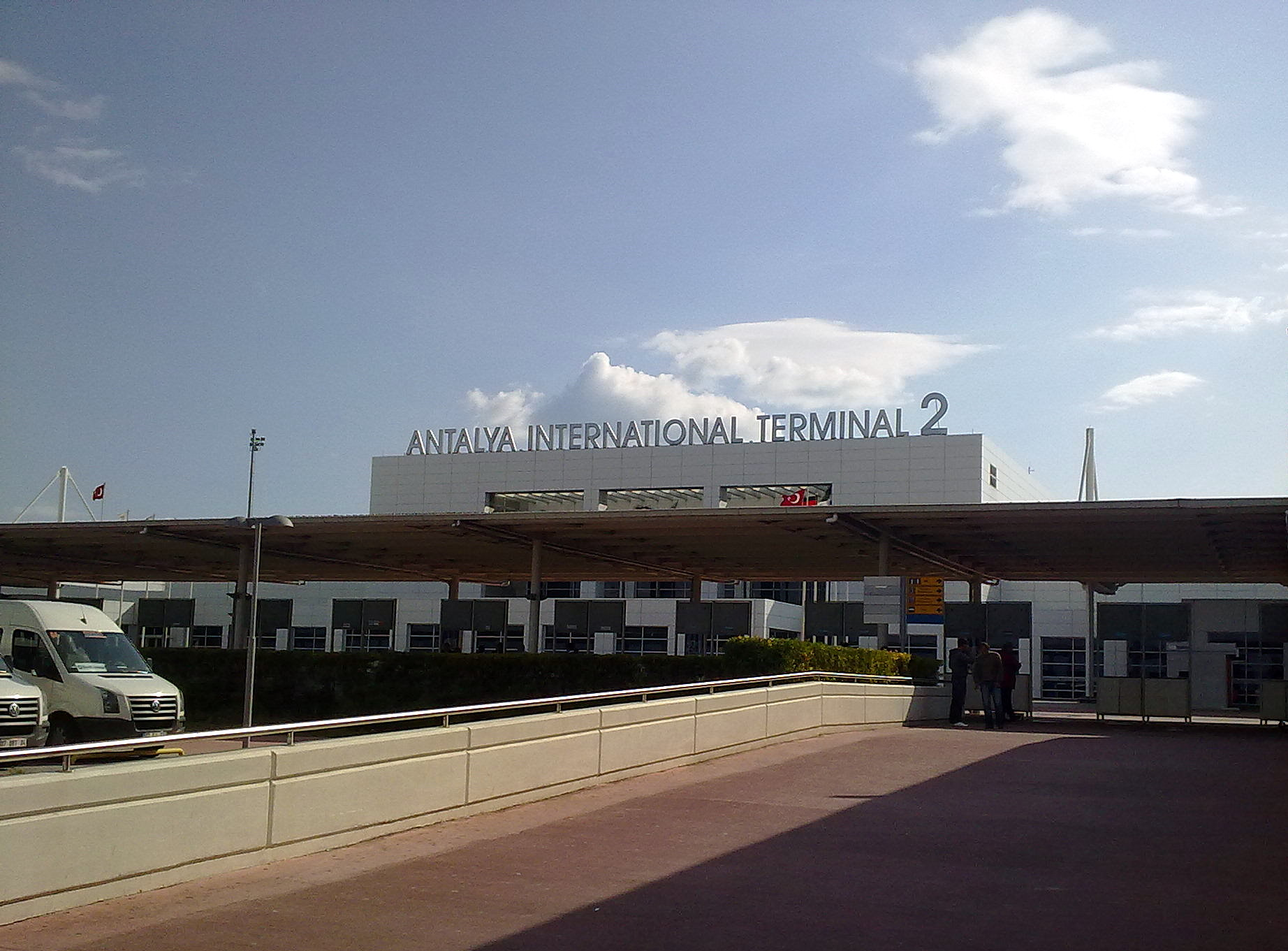
Vista exterior de la terminal 2.

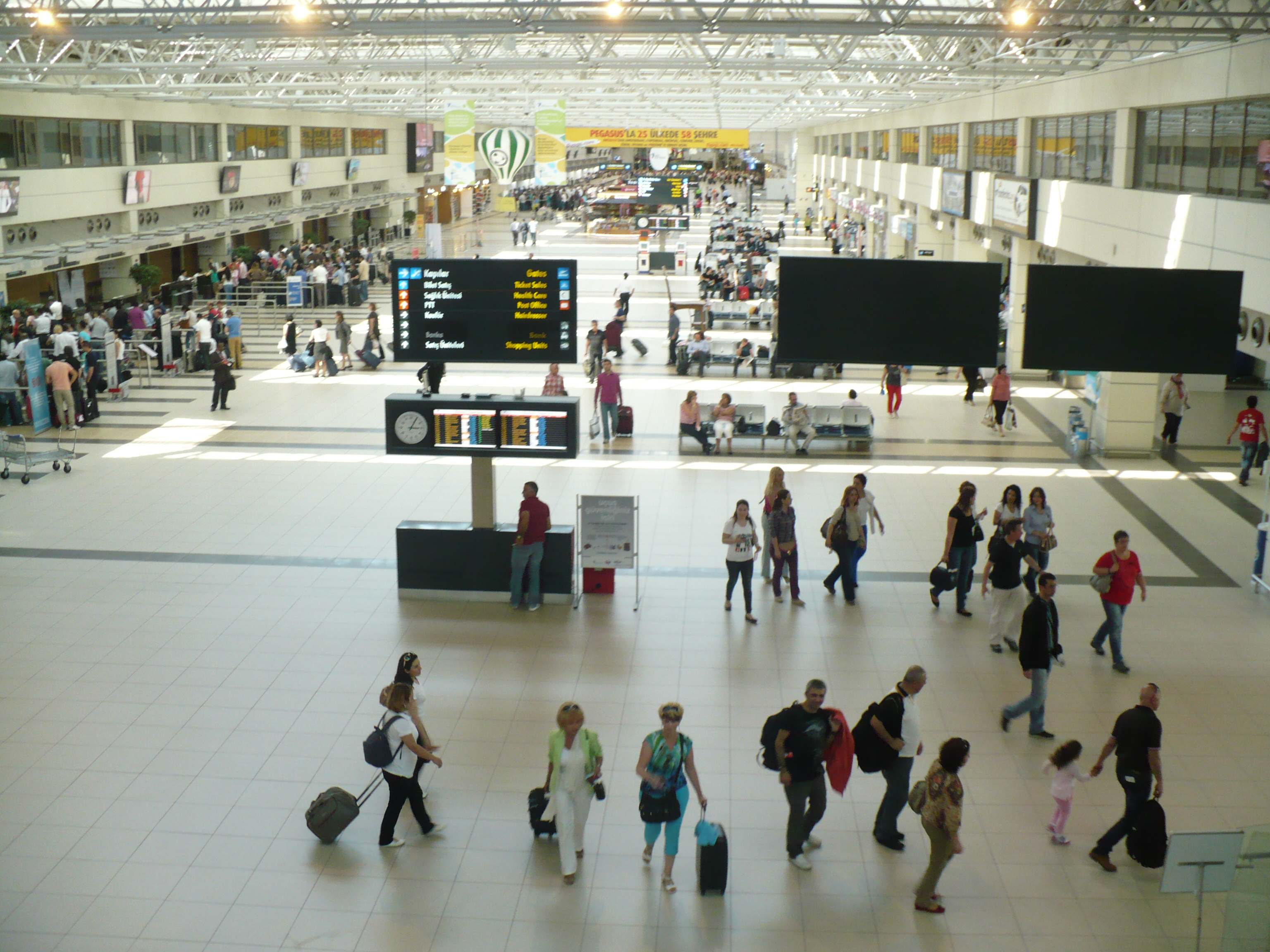
Mostradores de facturación y vista de la terminal 1.

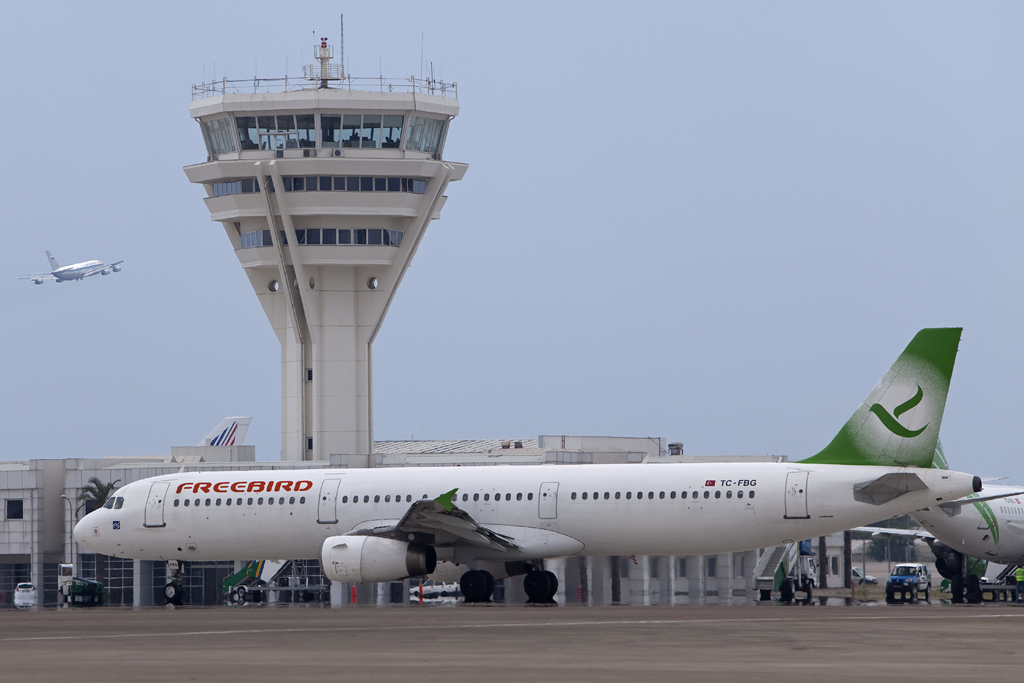
Airbus A321 de Freebird Airlines estacionando en el aeropuerto.

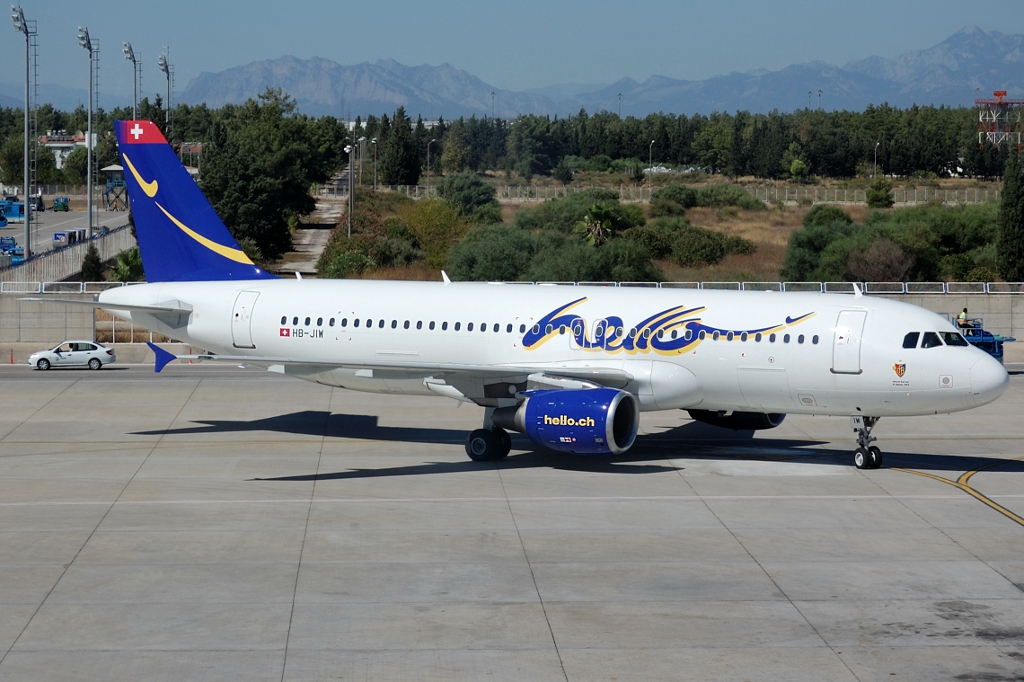
Airbus A320 de Hello estacionando en el aeropuerto.

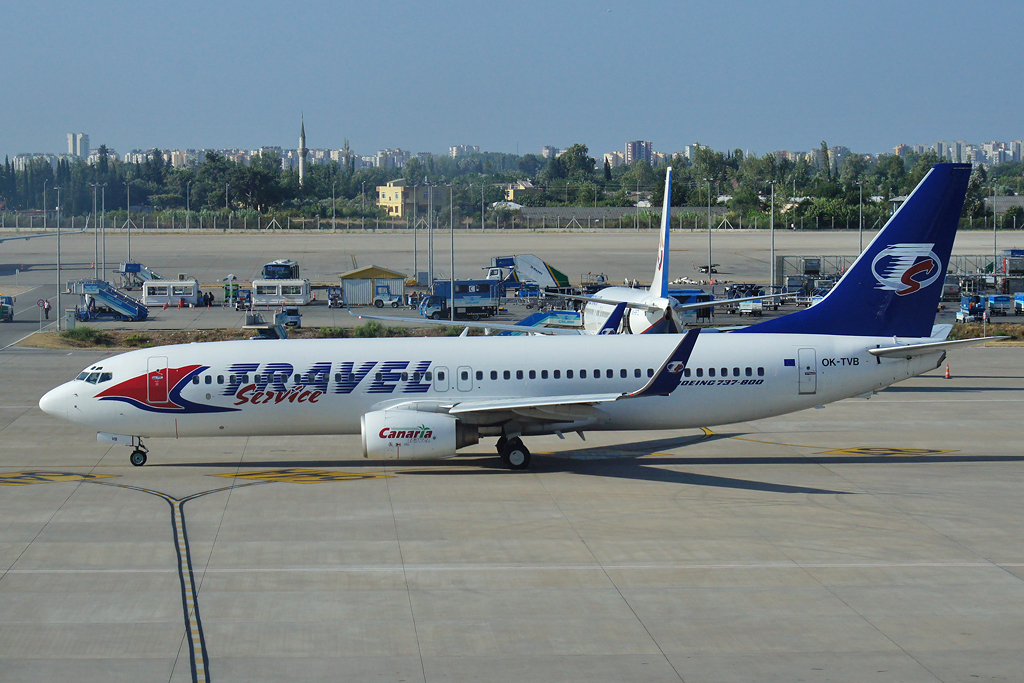
Boeing 737-800 de Travel Service Airlines estacionando en el aeropuerto.

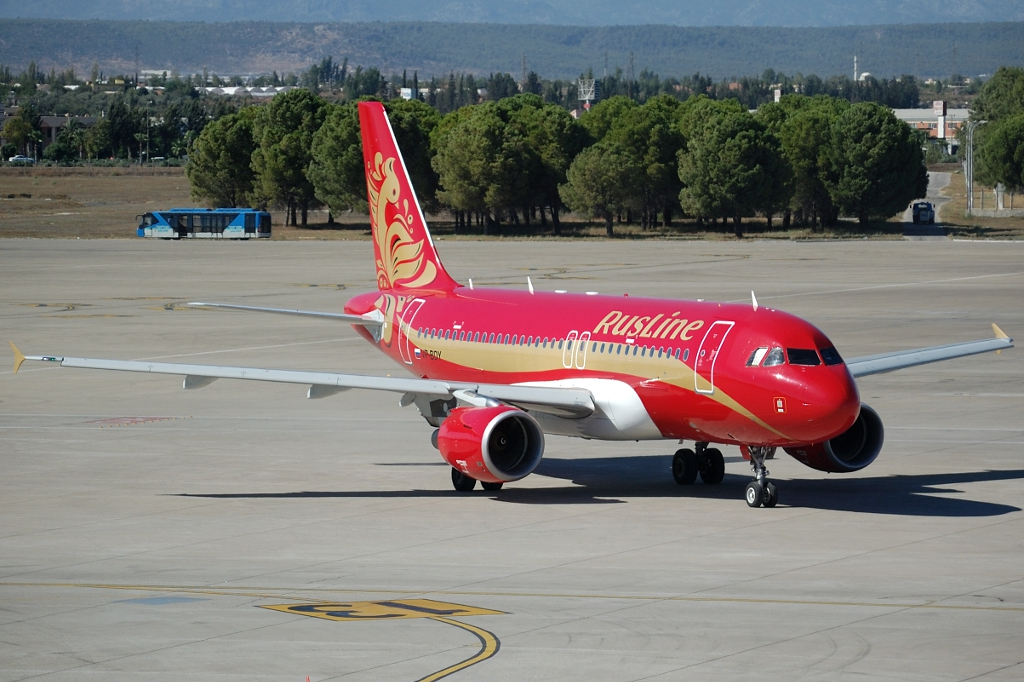
Airbus A319 de RusLine estacionando en el aeropuerto.

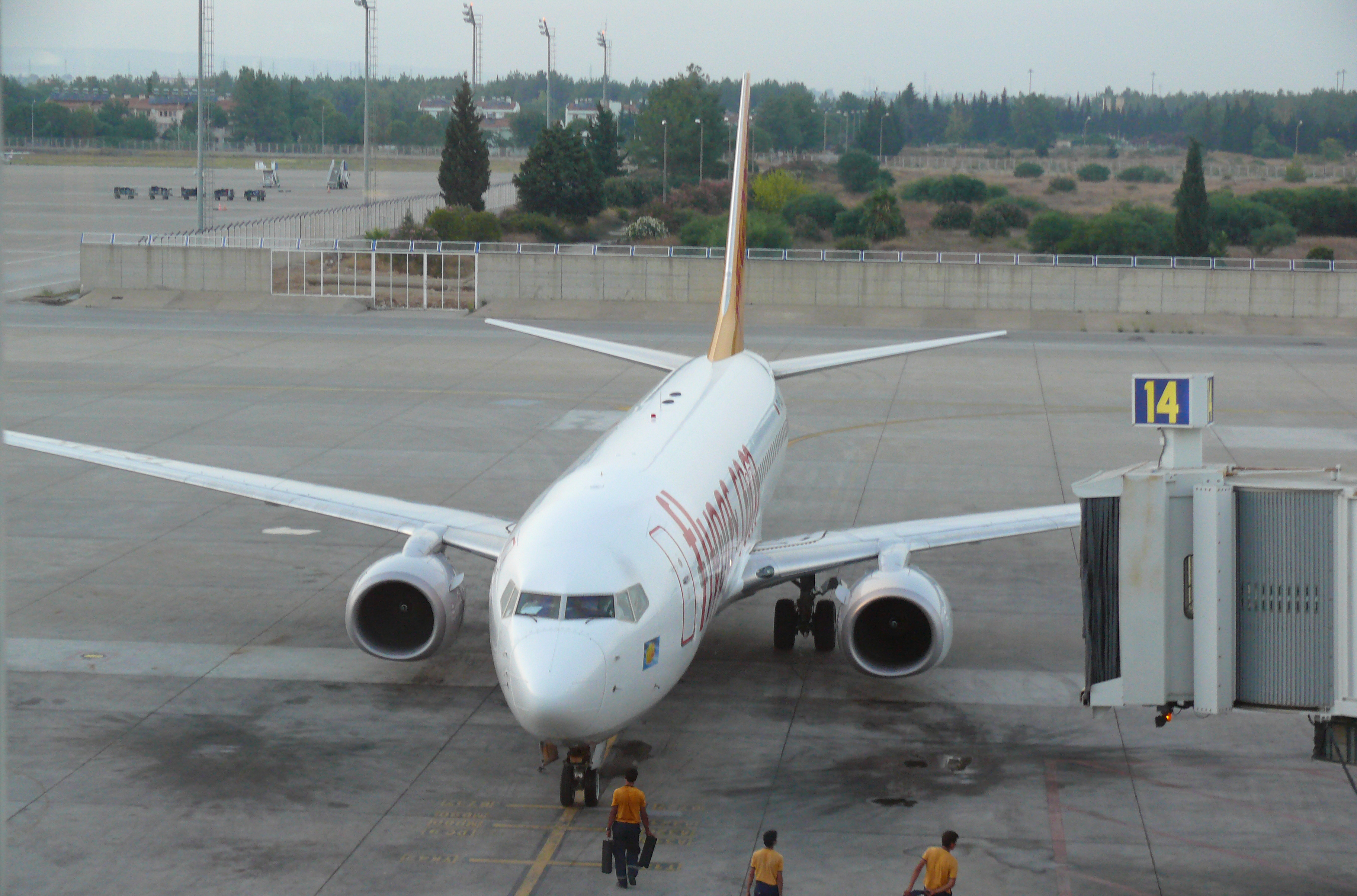
Boeing 737-800 de Pegasus Airlines en el aeropuerto.

| Aerolíneas                                     | Destinos | Terminal |
| ---------------------------------------------- | --- | -------- |
| Aeroflot                                       | Moscú-Sheremetyevo, Estacional: Rostov del Don | 2        |
| Aeroflot operado por Rossiya                   | San Petersburgo | 2        |
| Air Astana                                     | Alma Ata Estacional: Astaná | 1        |
| airBaltic                                      | Estacional: Riga | 2        |
| Air Bucharest                                  | Chárter estacional: Bacău, Bucarest, Iași, Timișoara, Sibiu | 1        |
| Air Cairo                                      | Chárter estacional: El Cairo | 1        |
| Air Moldova                                    | Estacional: Chisináu | 1        |
| Air Serbia                                     | Chárter estacional: Belgrado | 2        |
| Alitalia                                       | Estacional: Roma-Fiumicino | 2        |
| Atlantic Airways                               | Chárter estacional: Billund | 2        |
| Austrian Airlines operado por Tyrolean Airways | Viena Chárter estacional: Graz, Innsbruck, Klagenfurt, Linz | 2        |
| Azerbaijan Airlines                            | Bakú Estacional: Ganja | 1        |
| Belavia                                        | Chárter estacional: Brest, Minsk-National | 1        |
| Bingo Airways                                  | Chárter estacional: Gdańsk, Katowice, Lodz, Poznań, Warsaw-Chopin, Wroclaw | 1        |
| Brussels Airlines                              | Chárter estacional: Bruselas | 2        |
| Bulgarian Air Charter                          | Chárter estacional: Varna | 1        |
| Condor                                         | Berlín-Schönefeld, Düsseldorf, Fráncfort, Hannover, Múnich, Stuttgart Estacional: Colonia/Bonn, Hamburgo, Leipzig/Halle, Paderborn/Lippstadt | 2        |
| Corendon Airlines                              | Ámsterdam, Bruselas Düsseldorf, Fráncfort, Múnich, Stuttgart, Viena Estacional: Berlín-Schönefeld, Dortmund, Dresde, Eindhoven, Erfurt, Friedrichshafen, Groningen, Hamburgo, Hanóver, Karlsruhe/Baden-Baden, Kassel, Leipzig/Halle, Lubeck, Maastricht/Aachen, Münster/Osnabrück, Núremberg, Reykjavík, Róterdam, Skopie, Vaasa, Vilnius, Weeze, Zúrich | 2        |
| Corendon Dutch Airlines                        | Ámsterdam, Róterdam/La Haya | 2        |
| Corsair International                          | Chárter estacional: Basel/Mulhouse, Lille | 2        |
| Danish Air Transport                           | Chárter estacional: Billund | 2        |
| easyJet                                        | Londres-Gatwick Estacional: Belfast, Edimburgo, Mánchester | 2        |
| easyJet Switzerland                            | Basilea/Mulhouse | 2        |
| Edelweiss Air                                  | Zúrich | 1        |
| Enter Air                                      | Chárter estacional: Gdańsk, Katowice, Kraków, Lodz, Poznań, Rzeszów, Warsaw-Chopin, Wroclaw | 2        |
| Europe Airpost                                 | Chárter estacional: Lyon, Marseille | 2        |
| Finnair                                        | Chárter estacional: Helsinki | 1        |
| Freebird Airlines                              | Seasonal charter: Ámsterdam, Billund, Bruselas, Copenhague, Düsseldorf, Ercan, Erfurt, Fráncfort, Friedrichshafen, Leipzig/Halle, Múnich, Münster/Osnabrück, Oslo-Gardermoen, Oulu, Paderborn/Lippstadt, Sandefjord, Stuttgart, Vaasa, Viena, Zúrich, Zweibrücken, Bucarest, Timisoara, Cluj                                                             | 2        |
| Grozny Avia                                    | Chárter estacional: Grozny | 2        |
| Helvetic Airways                               | Chárter estacional: Ginebra | 2        |
| Holidays Czech Airlines                        | Chárter estacional: Brno, Ostrava, Praga | 1        |
| I-Fly                                          | Chárter estacional: Irkutsk, Kemerovo, Krasnodar, Krasnoyarsk, Moscú-Vnúkovo, Nizhnevartovsk, Novosibirsk, Omsk, Surgut, Tyumen | 2        |
| Ikar Air                                       | Chárter estacional: Barnaul, Kemerovo, Krasnodar, Omsk, Rostov-on-Don, Ulan-Ude | 2        |
| Iraqi Airways                                  | Sulaimaniyah | 1        |
| Jet2.com                                       | Leeds/Bradford Estacional: East Midlands, Mánchester | 2        |
| Jordan Aviation                                | Chárter estacional: Amán-Civil | 1        |
| Lufthansa                                      | Múnich Chárter estacional: Fráncfort | 1        |
| Luxair                                         | Estacional: Luxemburgo | 1        |
| Middle East Airlines                           | Chárter estacional: Beirut | 2        |
| Mistral Air                                    | Estacional: Bari, Nápoles | 2        |
| NordStar                                       | Moscú Domodédovo | 1        |
| Nordwind Airlines                              | Cheliábinsk, Irkutsk, Kazán, Moscú-Sheremetyevo Seasonal: Astracán, Belgorod, Cheboksary, Jabárovsk, Krasnoyarsk, Magnitogorsk, Mineralnye Vody, Nizhnekamsk, Nizhny Novgorod, Novokuznetsk, Novosibirsk, Orenburg, Perm, Samara, Ufa, Ulyanovsk, Vladivostok, Volgogrado, Yekaterinburg                                                                 | 1        |
| Norwegian Air Shuttle                          | Oslo-Gardermoen, Sandefjord, Trondheim Estacional: Bergen Chárter estacional: Ålesund, Bodo, Sandefjord, Stavanger, Tromsø | 1        |
| Pegasus Airlines                               | Ámsterdam, Copenhague, Ercan, Ginebra Estacional: Billund, Glasgow-International, Londres-Gatwick, Mánchester, Norwich, Stuttgart, Viena | 1        |
| Pegasus Airlines                               | Adana, Elazığ, Hatay, Estambul-Sabiha Gökçen, Izmir, Kayseri, Trabzon Seasonal: Diyarbakır | 3        |
| Polet Airlines                                 | Estacional: Vorónezh | 1        |
| Red Wings Airlines                             | Moscú-Vnúkovo | 2        |
| Royal Jordanian                                | Estacional: Amán-Queen Alia | 1        |
| Royal Wings                                    | Chárter estacional: Amán-Queen Alia | 1        |
| S7 Airlines                                    | Chárter estacional: Novosibirsk | 1        |
| Saravia                                        | Chárter estacional: Nalchik, Sarátov, Vorónezh | 2        |
| Saudia                                         | Chárter: Yeda, Maedina | 2        |
| Scandinavian Airlines                          | Copenhague, Oslo-Gardermoen, Estocolmo-Arlanda Estacional: Bergen, Billund, Lulea, Molde, Stavanger, Tromsø, Trondheim | 2        |
| SmartLynx Airlines                             | Chárter estacional: Riga | 1        |
| SmartLynx Airlines Estonia                     | Chárter estacional: Tallin | 1        |
| SmartWings operado por Travel Service Airlines | Estacional: Brno, Ostrava, Praga | 2        |
| Sunday Airlines                                | Estacional: Aktobe, Almaty, Astaná, Atyrau, Karaganda, Oral, Oskemen, Pavlodar, Shymkent | 1        |
| SunExpress                                     | Estacional: Ámsterdam, Dortmund, Dresde, Düsseldorf, Erfurt, Fráncfort, Friedrichshafen, Graz, Hamburgo, Hannover, Karlsruhe/Baden-Baden, Leipzig/Halle, Múnich, Oulu, Paderborn/Lippstadt, Sarrebruck, Salzburg, Skopie, Stuttgart, Tirana, Vaasa, Viena, Zúrich                                                                                        | 1        |
| SunExpress                                     | Adana, Diyarbakır, Gaziantep, Estambul-Sabiha Gökçen, Izmir, Kayseri, Trabzon, Van | 3        |
| Tailwind Airlines                              | Chárter estacional: Berlín, Bremen, Bruselas, Dortmund, Dresde, Düsseldorf, Erfurt-Weimar, Hannover, Karlsruhe/Baden-Baden, Leipzig/Halle, Múnich, Núremberg, Paderborn/Lippstadt, Rostock, Stuttgart, Zúrich, Zweibrücken | 1        |
| TAROM                                          | Chárter estacional: Bucarest, Iași, Timișoara | 2        |
| Thomas Cook Airlines Scandinavia               | Estacional: Aalborg, Bergen, Billund, Copenhague, Gothenburg-Landvetter, Jönköping, Malmö, Örebro, Oslo-Gardermoen, Stavanger, Stockholm-Arlanda, Trondheim | 1        |
| Transavia                                      | Ámsterdam, Eindhoven, Groningen, Maastricht/Aachen, Róterdam/La Haya | 2        |
| Transavia France                               | París-Orly Estacional: Nantes | 2        |
| Travel Service Airlines                        | Chárter estacional: Brno, Karlovy Vary, Ostrava, Pardubice, Praga | 2        |
| Travel Service Hungary                         | Chárter estacional: Budapest | 2        |
| Travel Service Poland                          | Chárter estacional: Bydgoszcz, Katowice, Cracovia, Lublin, Poznan, Rzeszów, Szczecin, Breslavia-Chopin, Breslavia | 2        |
| Travel Service Slovakia                        | Chárter estacional: Bratislava, Košice, Poprad/Tatry, Sliač | 2        |
| TUI Airlines Nederland                         | Ámsterdam, Eindhoven, Groningen, Róterdam/La Haya | 2        |
| TUI Airways                                    | Birmingham, Bristol, Londres-Gatwick, Londres-Stansted, Mánchester Estacional: Bournemouth, East Midlands, Glasgow-International, Leeds/Bradford, Londres-Luton, Newcastle | 2        |
| TUI fly Belgium                                | Bruselas Estacional: Liège, Ostend/Bruges | 1        |
| TUIfly                                         | Düsseldorf, Fráncfort, Hamburgo, Hanóver Estacional: Colonia/Bonn, Leipzig/Halle, Múnich, Núremberg, Stuttgart, Zweibrücken | 2        |
| TUIfly Nordic                                  | Estacional: Copenhague, Gotemburgo-Landvetter, Helsinki, Malmö, Oslo-Gardermoen, Estocolmo-Arlanda | 2        |
| Turkish Airlines                               | Moscú Estacional: Bagdad, Erbil, Hamburgo, Stuttgart, Viena | 1        |
| Turkish Airlines                               | Estambul-Atatürk, Estambul-Sabiha Gökçen | 3        |
| Turkish Airlines operado por AnadoluJet        | Ankara, Nevşehir | 3        |
| Ukraine International Airlines                 | Kiev-Boryspil Estacional: Donetsk (suspended), Járkov, Lviv, Odesa, Zaporizhia | 2        |
| Ural Airlines                                  | Estacional: Perm, Ufa, Yekaterinburg Chárter estacional: Cheliábinsk, Mineralnye Vody, Moscú, Nizhnekamsk, Nizhny Novgorod, San Petersburgo, Volgogrado | 2        |
| UTair Aviation                                 | Estacional: Arcángel, Barnaul, Irkutsk, Kaliningrad, Kemerovo, Krasnodar, Krasnoyarsk, Mineralnye Vody, Moscú-Domodédovo, Novokuznetsk, Novosibirsk, Omsk, Rostov-on-Don, St Petersburg, Surgut, Syktyvkar, Tomsk, Tyumen, Yekaterinburg | 2        |
| Uzbekistan Airways                             | Charter estacional: Taskent | 1        |
| Wind Rose Aviation                             | Dnipropetrovsk, Donetsk, Járkov, Kiev-Boryspil, Lviv, Odesa | 2        |
| Yakutia Airlines                               | Estacional: Krasnodar | 2        |
| Yamal Airlines                                 | Estacional: Moscú-Domodédovo | 1        |

## Tráficos y estadísticas

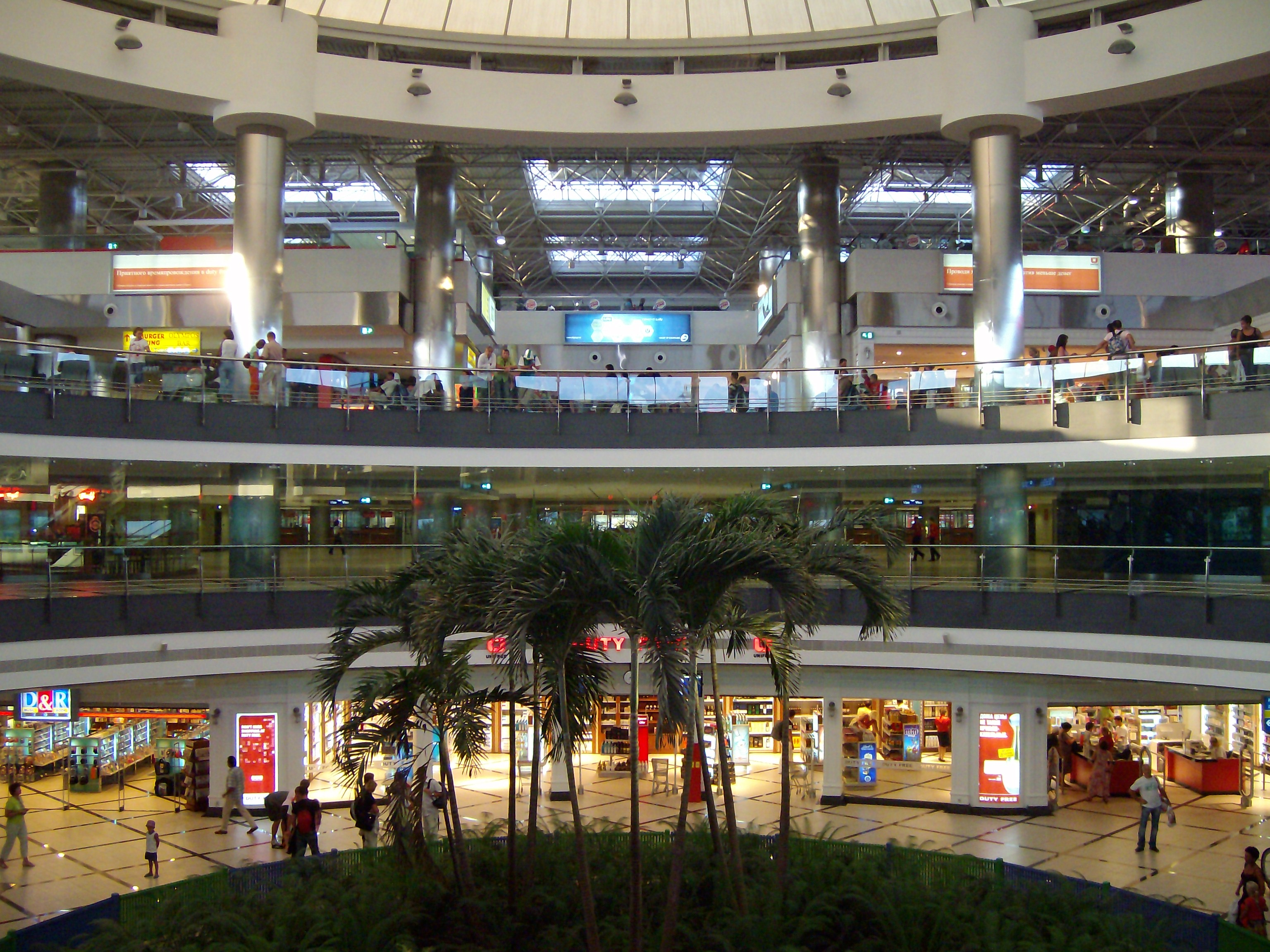
Interior de la terminal 2 del Aeropuerto de Antalya.

### Estadísticas
- En 2000 el número de pasajeros superó los nueve millones por primera vez.
- En 2002 fue calificado como el 84.º aeropuerto con más movimientos del mundo y el 25.º en Europa.
- En 2003 el aeropuerto atendió a diez millones de pasajeros, representando un incremento del 78% desde 1998.
- La terminal del aeropuerto atiende a un 40% de los turistas que llegan a Turquía por aire.
- El número de empleados del aeropuerto es de unos 2.000.
- De acuerdo con las estadísticas de ACI (Airport Council International), la terminal internacional del aeropuerto de Antalya sitúa al aeropuerto entre los cien primeros desde 2001.
- De acuerdo con las estadísticas de ACI (Airport Council International), la terminal internacional del aeropuerto de Antalya es la segunda terminal con más momento de la línea de costa mediterránea tras Mallorca en 2005.
- De acuerdo con las estadísticas de ACI (Airport Council International), el aeropuerto de Antalya se situó el 30.º en 2005 en tráfico de pasajeros internacionales.
- En 2007, el aeropuerto de Antalya fue el 25.º aeropuerto con más movimientos de Europa, atendiendo a 17.795.523 pasajeros, un incremento del 20.5% respecto a 2006.[5]
- En 2008, AYT fue el 30.º aeropuerto con más movimientos del mundo en términos de tráfico de pasajeros internacionales.[6]
- Se pueden encontrar estadísticas más detalladas y actuales en la página web de DHMI.[7]

### Tráficos

#### Pasajeros
Ver fuente y consulta Wikidata.